# Rynek w Starogardzie Gdańskim
Rynek w Starogardzie Gdańskim – plac w Centrum Starogardu Gdańskiego, o wymiarach 107 x 107 m i powierzchni około 1 hektara. 

## Historia
Najstarszy fragment miasta – po tej stronie Wierzycy istniały dawniej folwark i wieś należące do Piotra Święcy. Wkrótce po sprzedaniu przez niego tutejszych ziem krzyżakom, w 1305 roku pod kierunkiem Teodota z Florencji przystąpili oni do wytyczania obszaru pod zabudowę nowej osady. W ten sposób powstał układ przestrzenny z regularną siecią ulic rozchodzących się od centralnie położonego kwadratowego rynku, przewyższającego obszarem Rynek Starego Miasta w Warszawie. W sierpniu 1792 roku dotychczasowa, głównie drewniana zabudowa rynku, uległa spaleniu w pożarze miasta. Współczesna zabudowa rynku, posadowiona na średniowiecznych fundamentach i piwnicach, pochodzi z XIX i XX wieku.

## Najważniejsze obiekty
- budynek neorenesansowego Ratusza (ob. Urząd Stanu Cywilnego)
- kościół św. Mateusza (ulica Hallera)
- kościół św. Katarzyny (ulica Tczewska, główne wejście od strony ulicy Podgórnej)
- kamienica zabytkowa nr 16, 2 poł. XVIII, 2 poł. XIX, nr wpisu do rej. zabytków: A-1156 z 10.12.1996[3]

## Ulice, które odchodzą od starogardzkiego rynku
- ulica Chojnicka
- ulica Ignacego Paderewskiego
- ulica Sambora
- ulica Tczewska
- ulica Podgórna
- ulica Generała Józefa Hallera

## Galeria

### Przed remontem

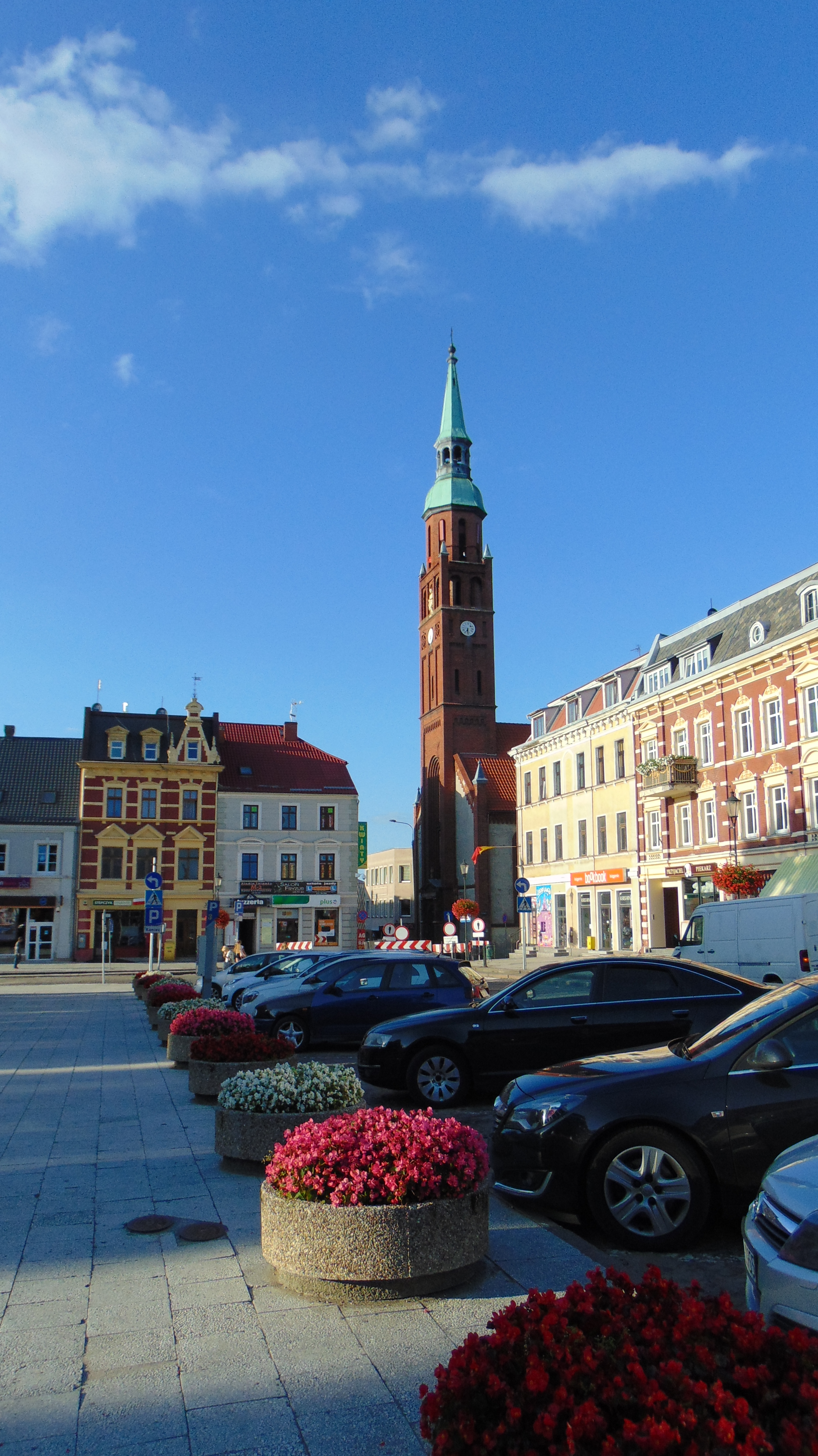
Widok na kościół św. Katarzyny
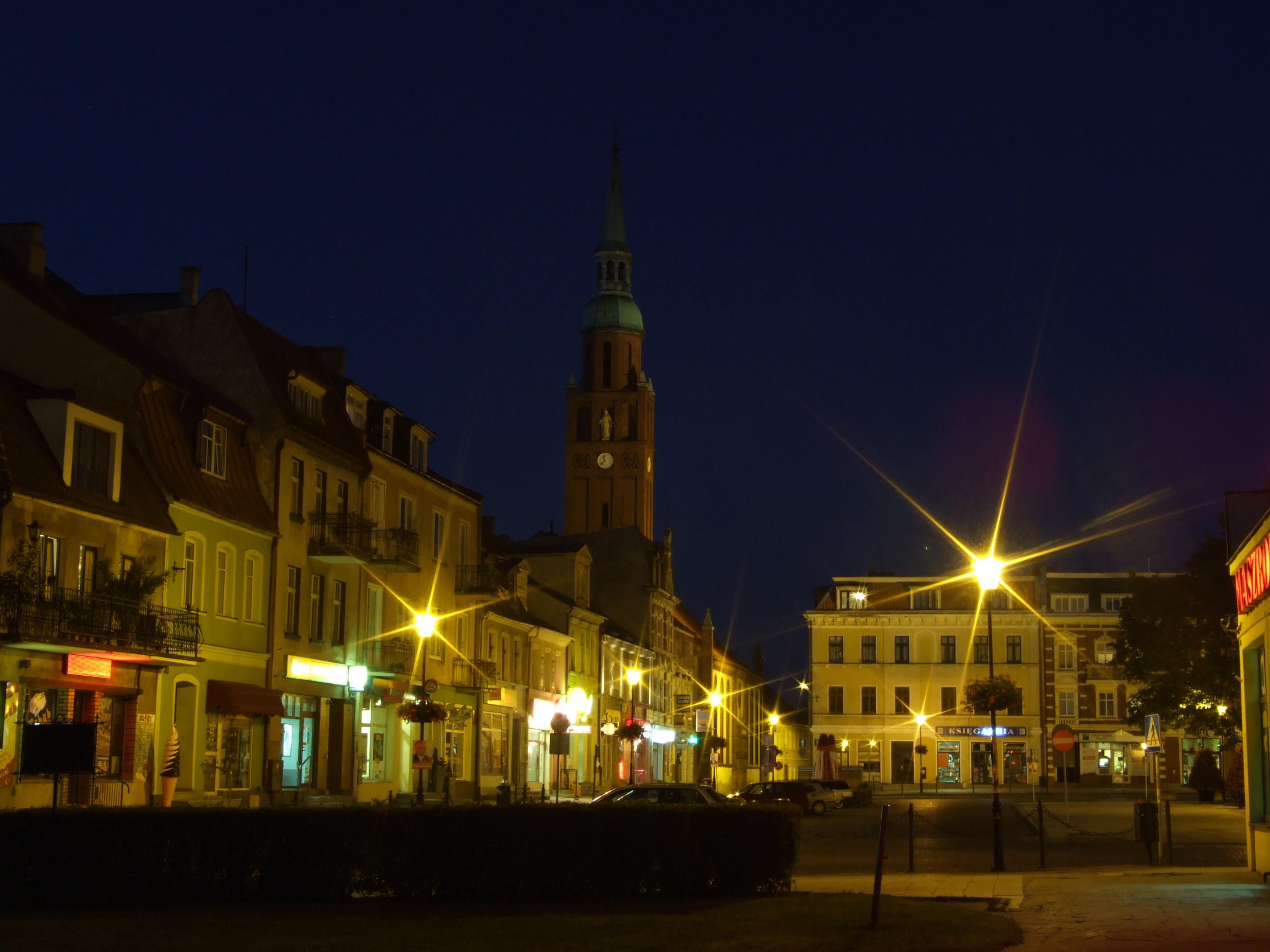
Nocna panorama
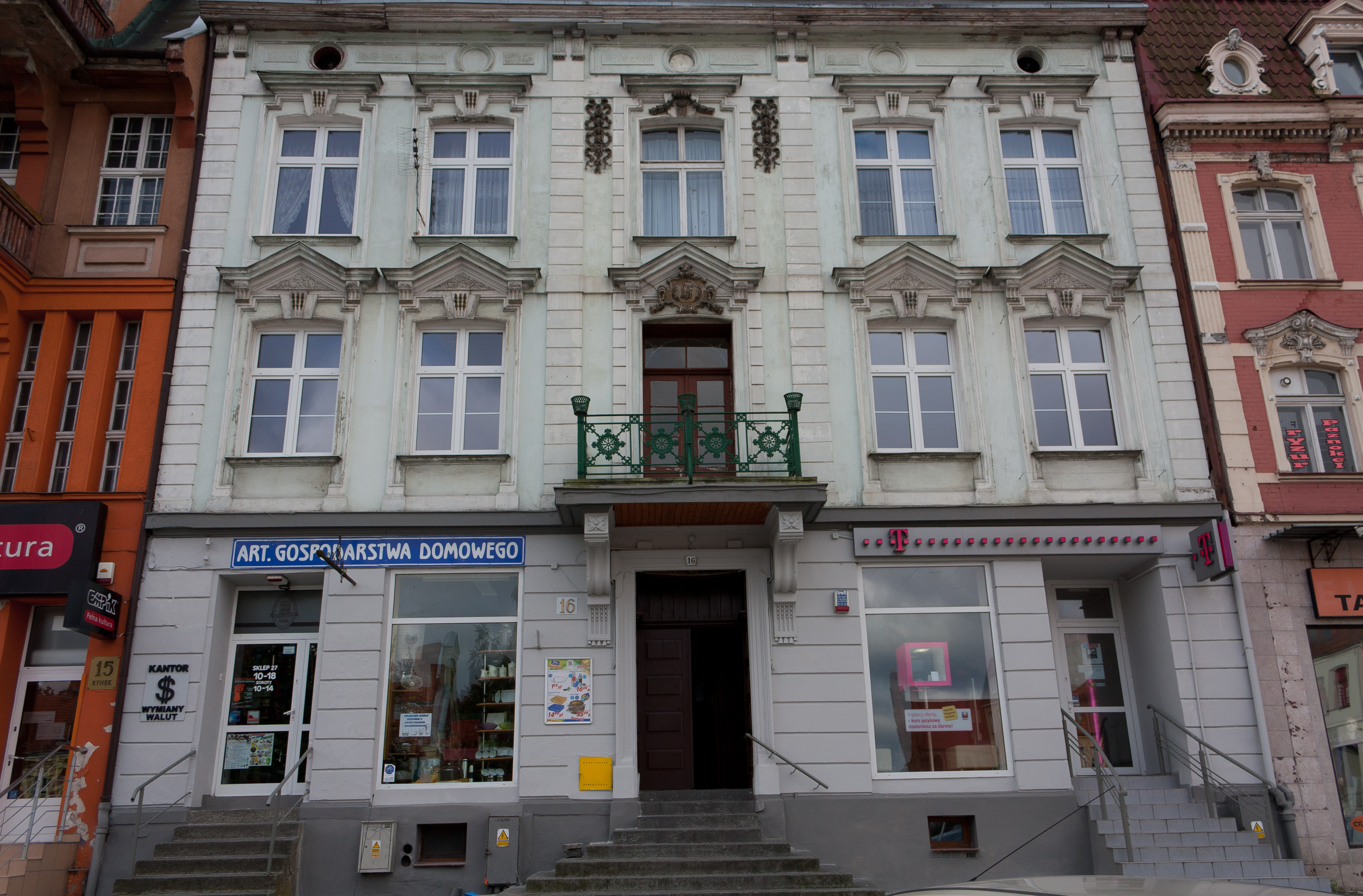
Kamienica Rynek 16
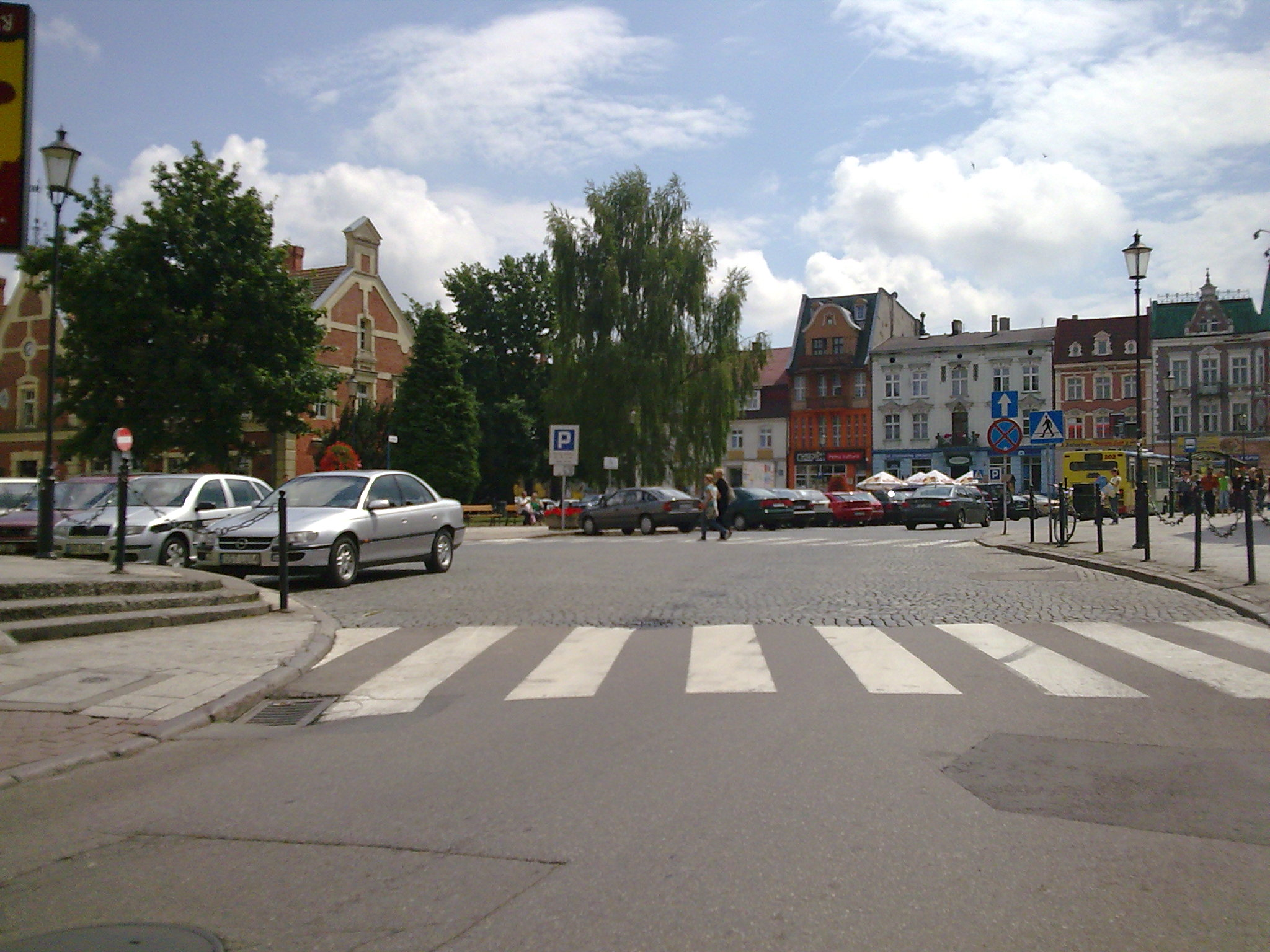
Wjazd od strony ulicy Hallera

### Po remoncie

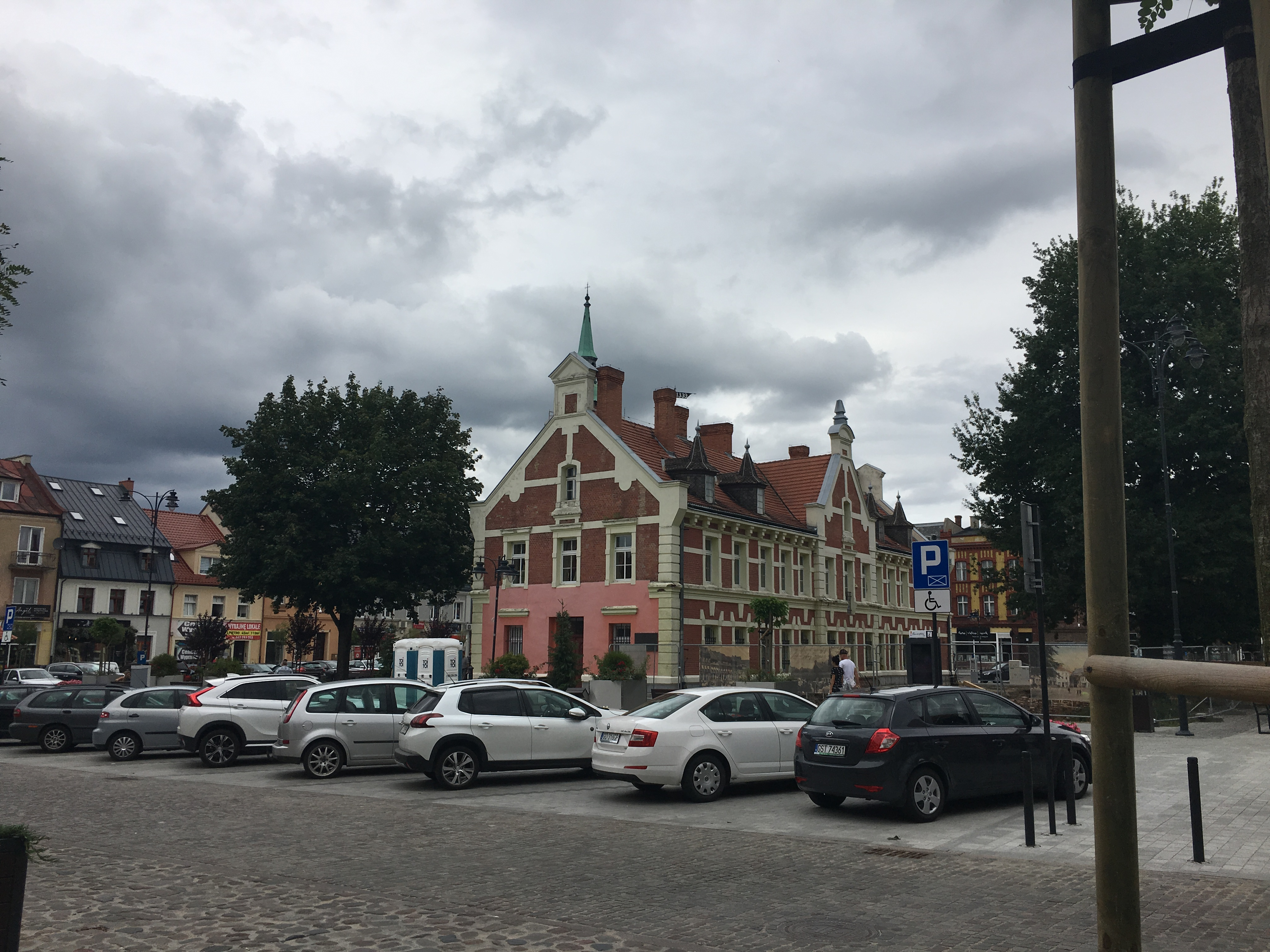
Ratusz oraz parking
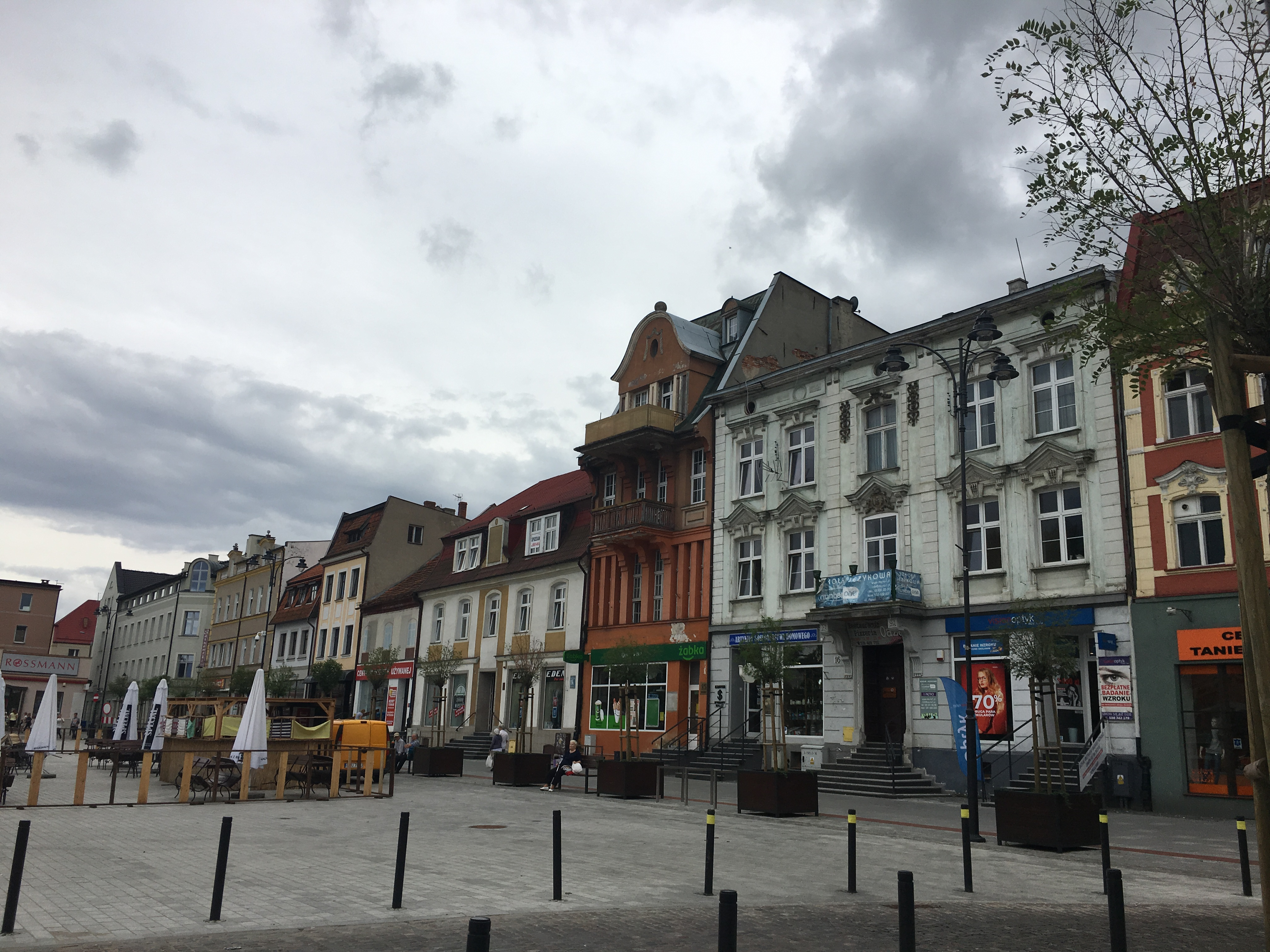
Południowa pierzeja.
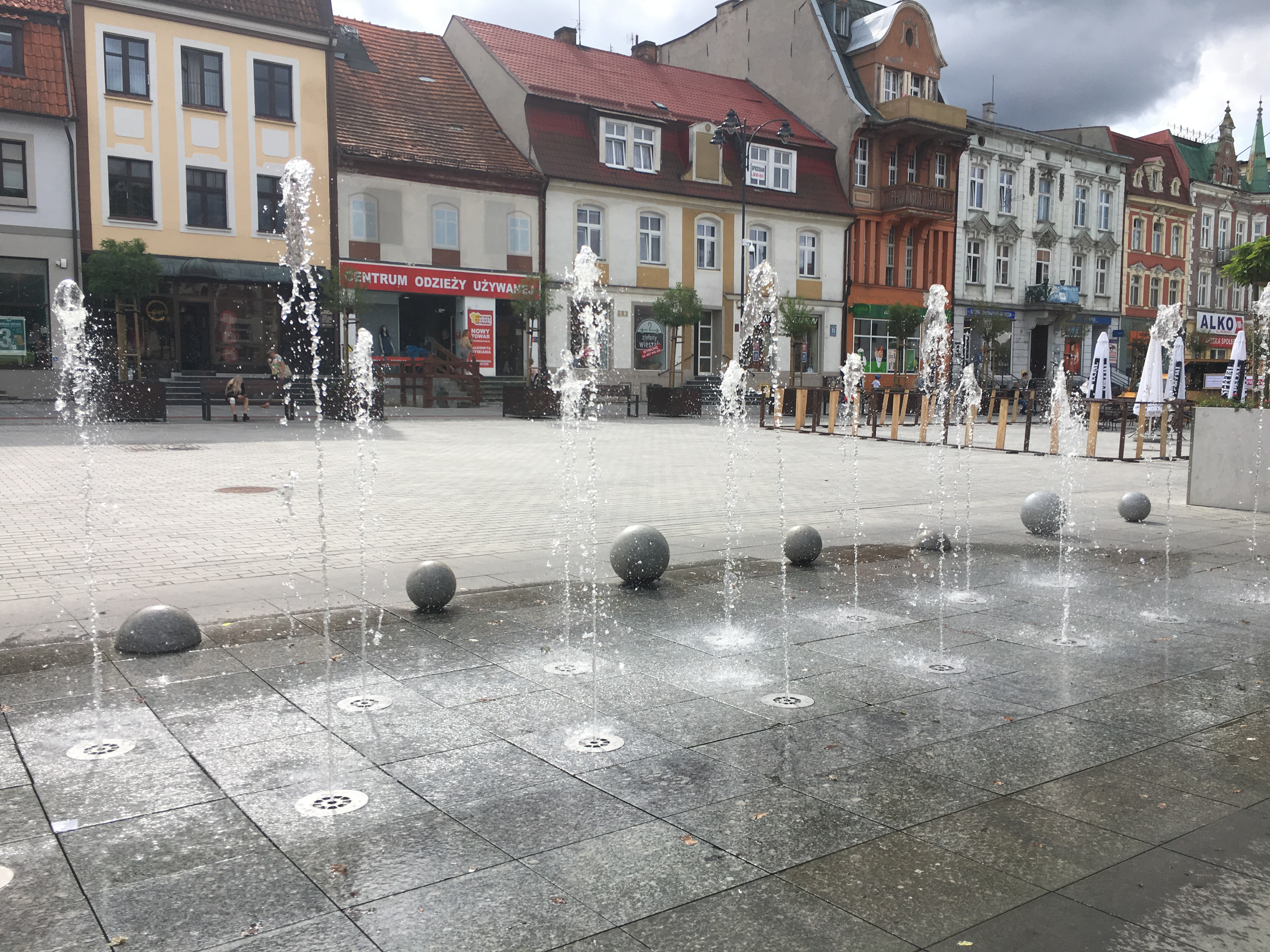
Fontanna
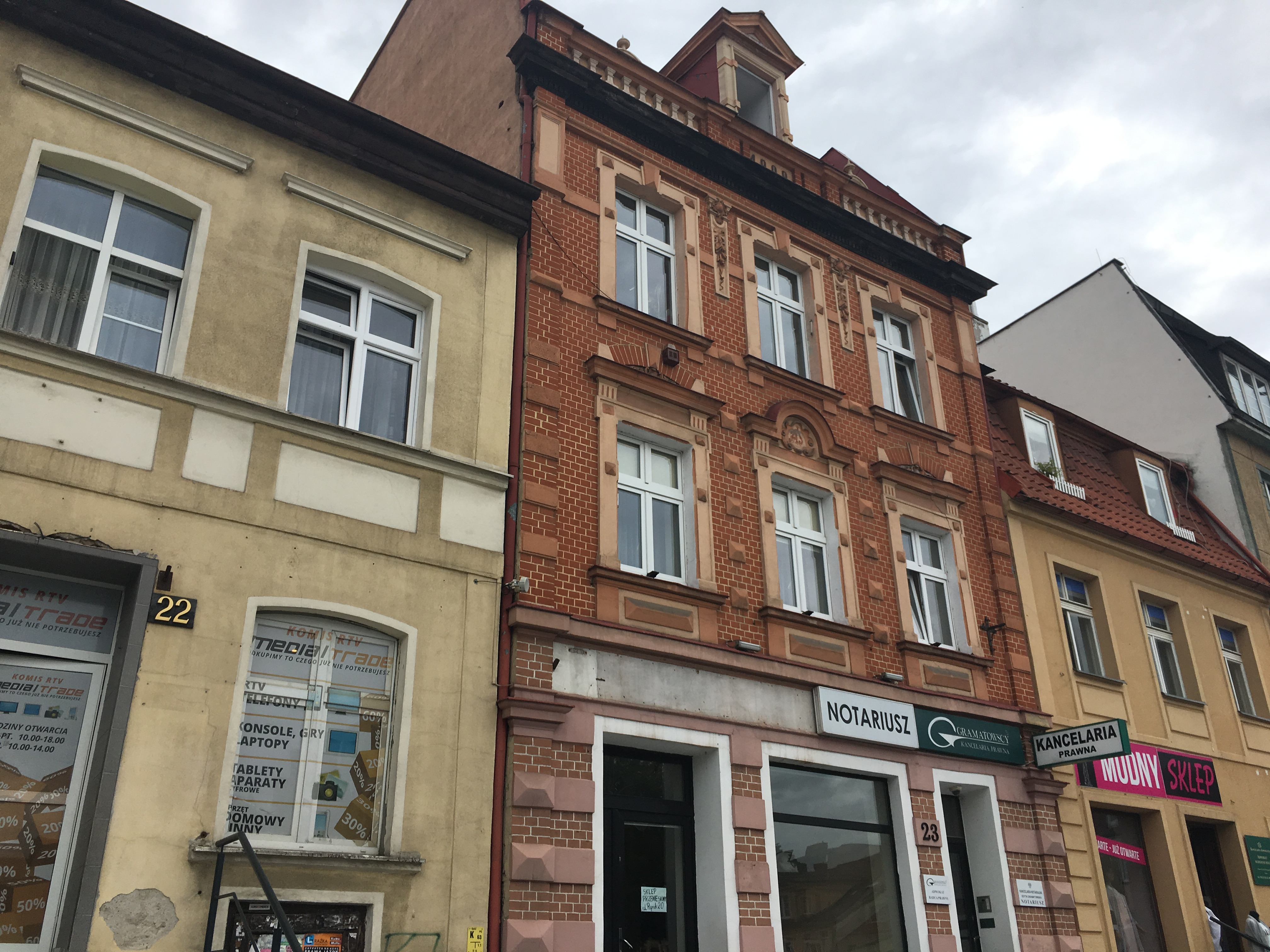
Kamienica Rynek 23
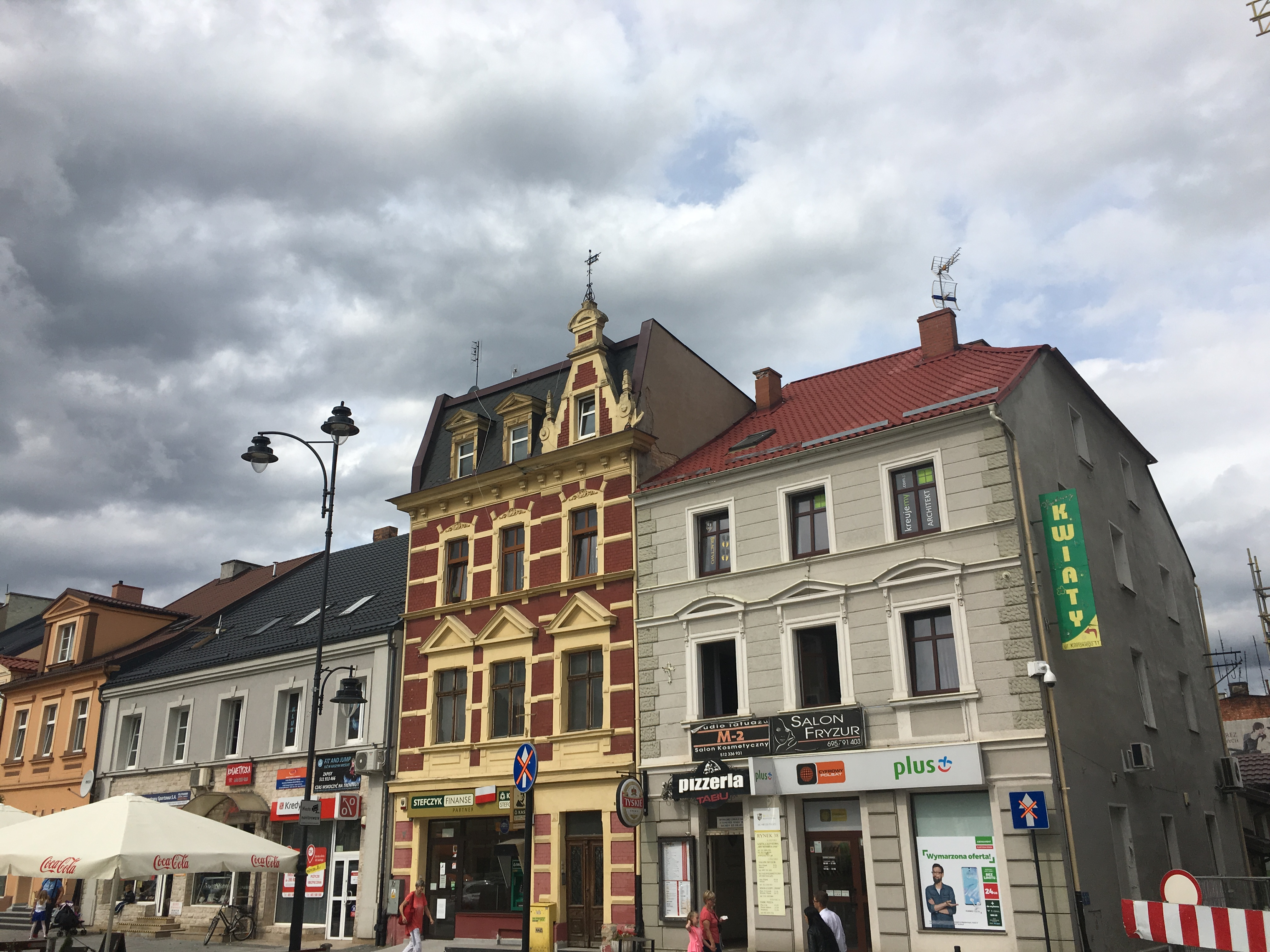
Północna pierzeja